# Željko Musa
Željko Musa (født 8. januar 1986 i Mostar, SFR Jugoslavien) er en kroatisk tidligere håndboldspiller som spillede for SC Magdeburg i Tyskland samt en lang række kroatiske hold. Han spillede også for Kroatiens herrehåndboldlandshold.
Han deltog under EM i håndbold 2020 i Sverige/Østrig/Norge, hvor Kroatien vandt sølv.